# Dick Willebrandts

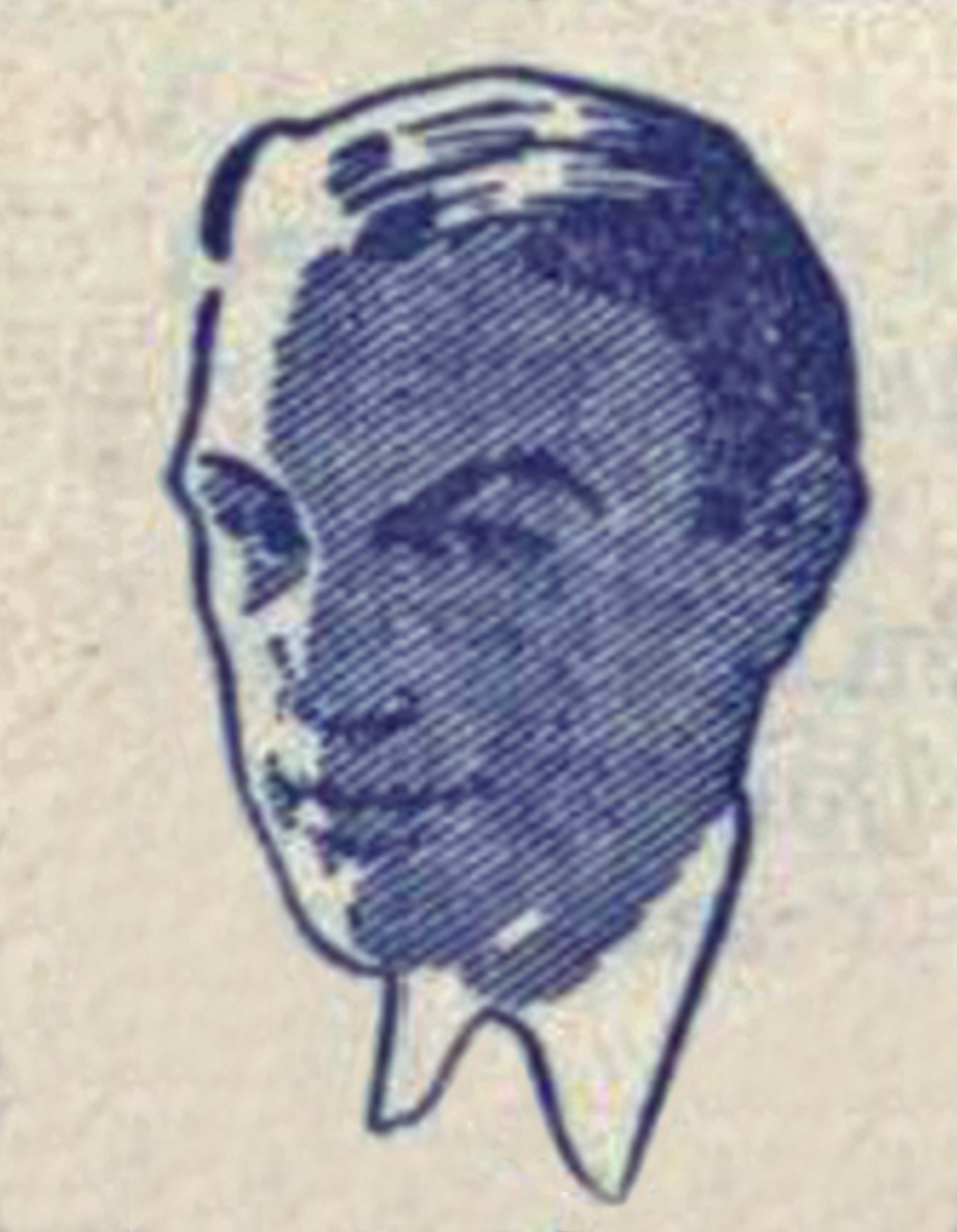
Dick Willebrandts, 1943

Dick Abraham Willebrandts (* 29. Juli 1911 in Rotterdam; † 29. Dezember 1970) war ein niederländischer Jazzmusiker (Pianist, Orchesterleiter). Seine 1942 gegründete Bigband gehörte während des Zweiten Weltkriegs zu den besten Europas.

## Leben und Wirken
Willebrandts begann als Kind mit dem Klavierspielen. Als Jugendlicher trat er in Kopenhagen auf, um dann am Rotterdams Conservatorium bei Max Velt und Gerard Hengeveld zu studieren. Von 1929 bis 1934 wirkte er im Sextett seines schlagzeugspielenden Bruders Philip Willebrandts. Zwischen 1935 und 1937 gehörte er zu den Internationals von Jack & Louis de Vries. Danach war er bis 1940 beim AVRO Tanzorchester angestellt, um auch in den Folgejahren als Begleiter für zahlreiche Radiostars zu fungieren; mit seiner Jonge Acht begleitete er auch Kabarettisten. 1942 gründete er mit dem Geld eines Rotterdamer Geschäftsmannes eine Bigband, zu der einige der besten niederländischen Musiker gehörten. Das Orchester war bei Decca unter Vertrag und spielte auch im Radio. Ab 1943 wurde es in den Dienst des von den Nazis in Calais II umbenannten Senders Hilversum II gestellt, der das Programm des zu Propagandazwecken gegründeten Deutschen Europasenders produzierte. Anders als bei Charlie and his Orchestra wurden die Swingnummern nicht mit deutschen Propagandatexten gesungen, sondern von Jan de Vries, Annie de Reuver und Nelly Verschuer mit den ursprünglichen (englischen) Texten interpretiert. „Der perfekte Saxophonsatz der Band braucht keine Vergleiche mit großen amerikanischen oder britischen Big Bands zu scheuen. Die Soli zeigen, auf welch hohem Niveau die einzelnen Mitglieder swingten.“ Kriegsbedingt wurde die Band 1944 aufgelöst.
Willebrandt durfte nach der Befreiung der Niederlande wegen seiner Kollaboration ein halbes Jahr kein Orchester leiten. Obwohl er sonst weiter arbeiten konnte als Musiker, zunächst als Barpianist, dann auch im Rundfunk, dirigierte er nie wieder eine Bigband. Seit Ende der 1950er Jahre leitete er ein Streichorchester und eine Dixieland-Band. Ab 1960 konzertierte er mit den OK Wobblers von Pi Scheffer. Nach einem Schlaganfall 1963 zog er sich vom Bühnengeschehen zurück.

## Diskographische Hinweise
- Dick Willebrandts en zijn Radio-Orkest (Grannyphone: mit einem Edison ausgezeichnet)
- Dick Willebrandts und sein Radioorchester Yearning (Stichting Doctor Jazz, 1943)
- Ernst van’t Hoff & Dick Willebrandts and their Orchestras featuring Jan de Vries Here We Are (Hep Records)